# Melissandre Fuentes
Melissandre Fuentes (ur. 1 marca 1988 w Canillo) – andorska łyżwiarka figurowa startująca w konkurencji solistek. Uczestniczka mistrzostw Europy, uczestniczka mistrzostw świata juniorów oraz 4-krotna mistrzyni Andory (2004, 2005, 2007, 2008).
Jej młodsza siostra Lydia (ur. 1990) również trenowała łyżwiarstwo figurowe.

## Osiągnięcia
| Zawody                                | 00–01          | 01–02          | 02–03          | 03–04          | 04–05          | 05–06          | 06–07          | 07–08          |                |                |                |                |                |                |                |                |                |
| Międzynarodowe                        | Międzynarodowe | Międzynarodowe | Międzynarodowe | Międzynarodowe | Międzynarodowe | Międzynarodowe | Międzynarodowe | Międzynarodowe | Międzynarodowe | Międzynarodowe | Międzynarodowe | Międzynarodowe | Międzynarodowe | Międzynarodowe | Międzynarodowe | Międzynarodowe | Międzynarodowe |
| ------------------------------------- | -------------- | -------------- | -------------- | -------------- | -------------- | -------------- | -------------- | -------------- | -------------- | -------------- | -------------- | -------------- | -------------- | -------------- | -------------- | -------------- | -------------- |
| Mistrzostwa Europy                    |                |                |                |                | 34             |                | 34             |                |                |                |                |                |                |                |                |                |                |
| Coupe de Nice                         |                |                |                |                |                |                |                | 12             |                |                |                |                |                |                |                |                |                |
| Międzynarodowe: Kategorie młodzieżowe |                |                |                |                |                |                |                |                |                |                |                |                |                |                |                |                |                |
| Mistrzostwa świata juniorów           |                | 43             | 41             | 36             |                |                | 38             |                |                |                |                |                |                |                |                |                |                |
| JGP w Andorze                         |                |                |                |                |                | 19             |                |                |                |                |                |                |                |                |                |                |                |
| JGP w Bułgarii                        |                | 21             |                |                |                |                |                |                |                |                |                |                |                |                |                |                |                |
| JGP we Francji                        |                |                | 14             |                |                |                |                |                |                |                |                |                |                |                |                |                |                |
| JGP w Meksyku                         |                |                |                | 15             |                |                |                |                |                |                |                |                |                |                |                |                |                |
| JGP w Niemczech                       |                |                |                |                | 30             |                |                |                |                |                |                |                |                |                |                |                |                |
| JGP w Polsce                          |                |                |                | 33             |                |                |                |                |                |                |                |                |                |                |                |                |                |
| JGP w Stanach Zjednoczonych           |                |                | 16             |                |                |                |                |                |                |                |                |                |                |                |                |                |                |
| JGP we Włoszech                       |                | 27             |                |                |                |                |                |                |                |                |                |                |                |                |                |                |                |
| Golden Bear Zagrzeb                   |                | 4 J            |                |                |                |                |                |                |                |                |                |                |                |                |                |                |                |
| Triglav Trophy                        |                | 19 J           |                |                |                |                | 10 J           |                |                |                |                |                |                |                |                |                |                |
| Olimpijski festiwal młodzieży Europy  |                |                | 20 J           |                |                |                |                |                |                |                |                |                |                |                |                |                |                |
| Krajowe                               |                |                |                |                |                |                |                |                |                |                |                |                |                |                |                |                |                |
| Mistrzostwa Andory                    | 1 J            | 1 J            |                | 1              | 1              |                | 1              | 1              |                |                |                |                |                |                |                |                |                |